# Kabupaten Majene
Kabupaten Majene är ett kabupaten i Indonesien.   Det ligger i provinsen Sulawesi Barat, i den centrala delen av landet, 1 400 km öster om huvudstaden Jakarta. Antalet invånare är 151 107. Arean är 948 kvadratkilometer.
Terrängen i Kabupaten Majene är kuperad åt nordväst, men åt sydost är den bergig.